# بونزي بودي
هو برنامج كان مساعدًا افتراضيًا مجانيًا لسطح المكتب يمكن مشاركة النكات والحقائق وإدارة التنزيلات وغناء الأغاني والتحدث ، من بين وظائف أخرى.
تم تصنيف البرنامج على أنه برنامج تجسس وبرامج إعلانية ، وتوقف في عام 2004 بعد أن واجهت الشركة التي تقف وراءه دعاوى قضائية بخصوص البرنامج وأمر بدفع غرامات. ظل موقع تحميل بونزي على الويب مفتوحًا بعد توقف البرنامج ، ولكن تم إغلاقه في نهاية عام 2008.